# Ada (Serbien)
Ada (serbisch-kyrillisch Ада, ungarisch Ada) ist eine Stadt mit 9.564 Einwohnern in der historischen Region Batschka, die zum Okrug Severni Banat in der serbischen autonomen Provinz Vojvodina gehört. Der Verwaltungssitz der Opština Ada liegt circa 25 km westlich von Kikinda am linken Ufer der Theiß.

## Etymologie
Der Ursprung des Namens ist im türkischen ada (flussartige Insel) zu suchen.

## Bevölkerung
Die Stadt Ada hatte 1991 12078 Einwohner, davon:
- 10010 Ungarn (83 %)
- 1075 Serben (8,9 %)
- 640 Jugoslawen (5,3 %)
- 88 Roma
- 53 Kroaten
- 36 Montenegriner, 16 Slowaken, 10 Muslime, 9 Albaner, 9 Slowenen, 7 Rumänen, 6 Bunjewazen, 4 Bulgaren, 4 Deutsche, 2 Mazedonen, 2 Ukrainer, 1 Russe, 1 Ruthenen, 15 Sonstige, 64 Unbekannte, 18 gaben keine Auskunft, 8 Regionale.

2002 betrug die Einwohnerzahl 10547.
- 8744 Ungarn (82,9 %)
- 1106 Serben (10,5 %)
- 216 Jugoslawen
- 117 Roma
- 43 Kroaten
- 27 Albaner, 21 Montenegriner, 14 Muslime, 10 Deutsche, 10 Slowaken, 7 Rumänen, 4 Bunjewazen, 3 Bosnier, 3 Slowenen, 3 Ukrainer,   1 Russe, 13 Sonstige, 165 gaben keine Auskunft, 24 Regionale, 16 Unbekannte.

## Verkehr
Ada und Mol hatten ab 1889 einen Bahnanschluss, die Strecke wurde in den 1960er Jahren zwischen Bečej und Senta stillgelegt.
Am 24. Dezember 2010 wurde am Südrand von Ada eine neue Schrägseilbrücke über die Theiß dem Verkehr übergeben. Bei der Brücke wurde der stählerne Überbau der ehemaligen Donaubrücke der bayerischen Stadt Vilshofen an der Donau wiederverwendet, der im Zuge des Neubaus der dortigen Marienbrücke im Jahr 2000 an Ada verschenkt wurde, wo er schließlich im Jahr 2006 ankam.
Die Brücke soll später durch den Bau einer weiteren Straße die Verbindung zwischen der Autobahn E75 und der Stadt Kikinda sicherstellen. Die Brücke wurde auch errichtet, um die Attraktivität für Unternehmen zu erhöhen, da die nächsten Brücken zur Überquerung der Theiß sich bei den jeweils 20 km nördlich und südlich von Ada entfernten Städten befinden (Senta und Bečej).

## Wirtschaft
In Ada befindet sich schon seit langer Zeit eine größere Stahlfirma mit dem Namen Potisje, die Konservenfabrik Zora und eine Industrienäherei. Seit wenigen Jahren siedeln sich vermehrt Klein- und mittelständische Unternehmen im Industriepark zwischen den Städten Ada und Mol an. Vor allem Firmen im Bereich der Landwirtschaft bauten in den letzten Jahren vermehrt Gewächshäuser.

## Tourismus
Es ist geplant, in Orlovač ein Heilbad zu errichten. Schon während der türkischen Herrschaft im Banat gab es dort Türkische Bäder und Krankenhäuser. Nach dem Zweiten Weltkrieg gab es immer wieder Bemühungen von Unternehmen außerhalb Serbiens, den Ort touristisch zu erschließen, so auch von Neckermann Reisen. Jedoch scheiterte dies an der Zustimmung der Behörden.
Die Stadt Ada hat unmittelbar an der Theiß ein Freizeitzentrum namens Adica, dass sie mit weiteren Gebäuden erweitern möchte. In diesem Zusammenhang soll auch ein Hotel für die Besucher entstehen.
Außerdem findet in der Stadt jährlich ein Motorradtreffen statt, zu dem auch viele ausländische Besucher kommen.

## Bildung
Neben zwei allgemeinbildenden Schulen gibt es noch die Musikschule „Béla Bartók“ und eine Berufsschule.

## Religion
In Ada stehen die römisch-katholische Dreifaltigkeitskirche und die serbisch-orthodoxe Christi-Himmelfahrts-Kirche.

## Galerie

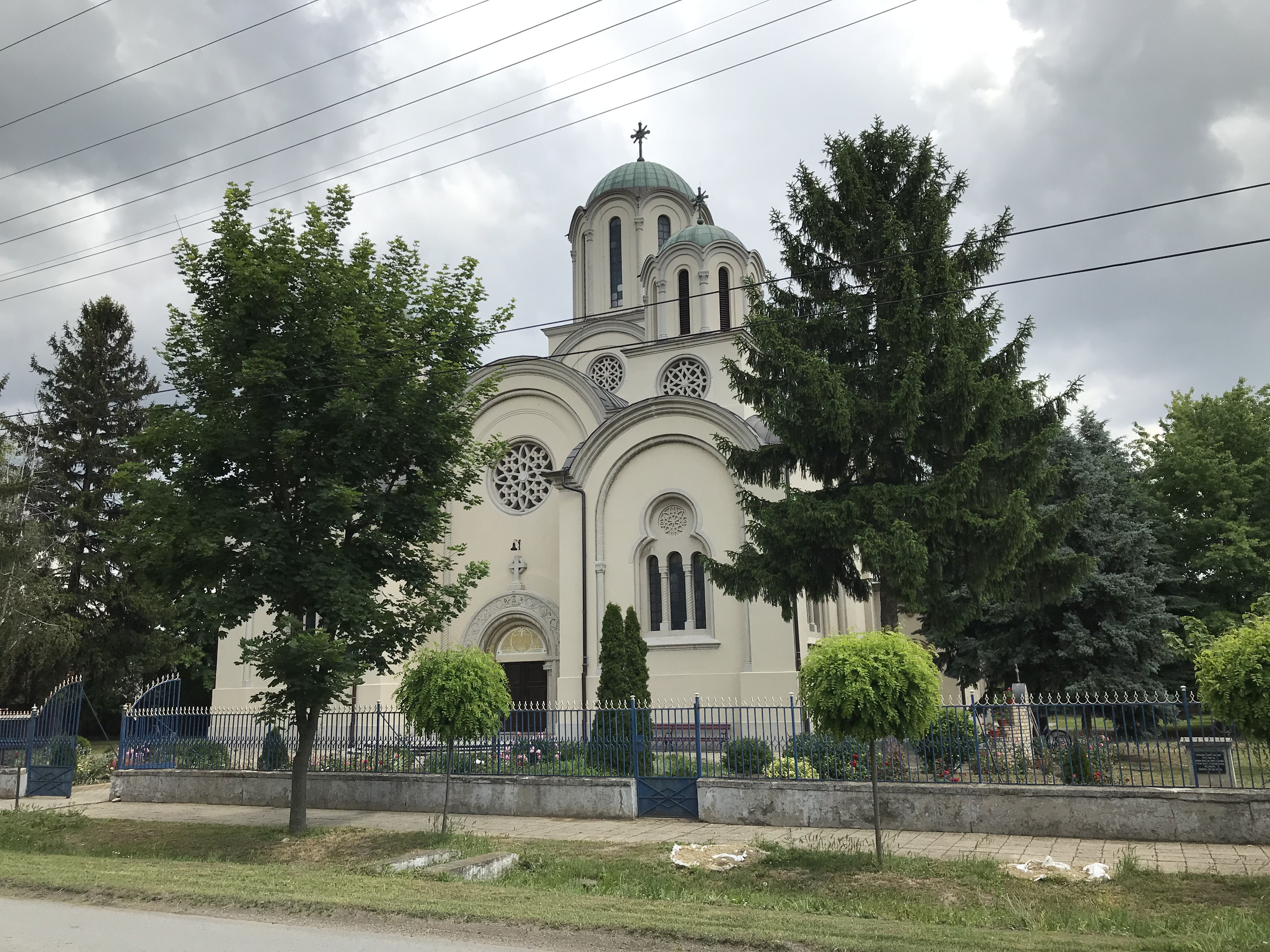
Serbisch-orthodoxe Christi-Himmelfahrts-Kirche
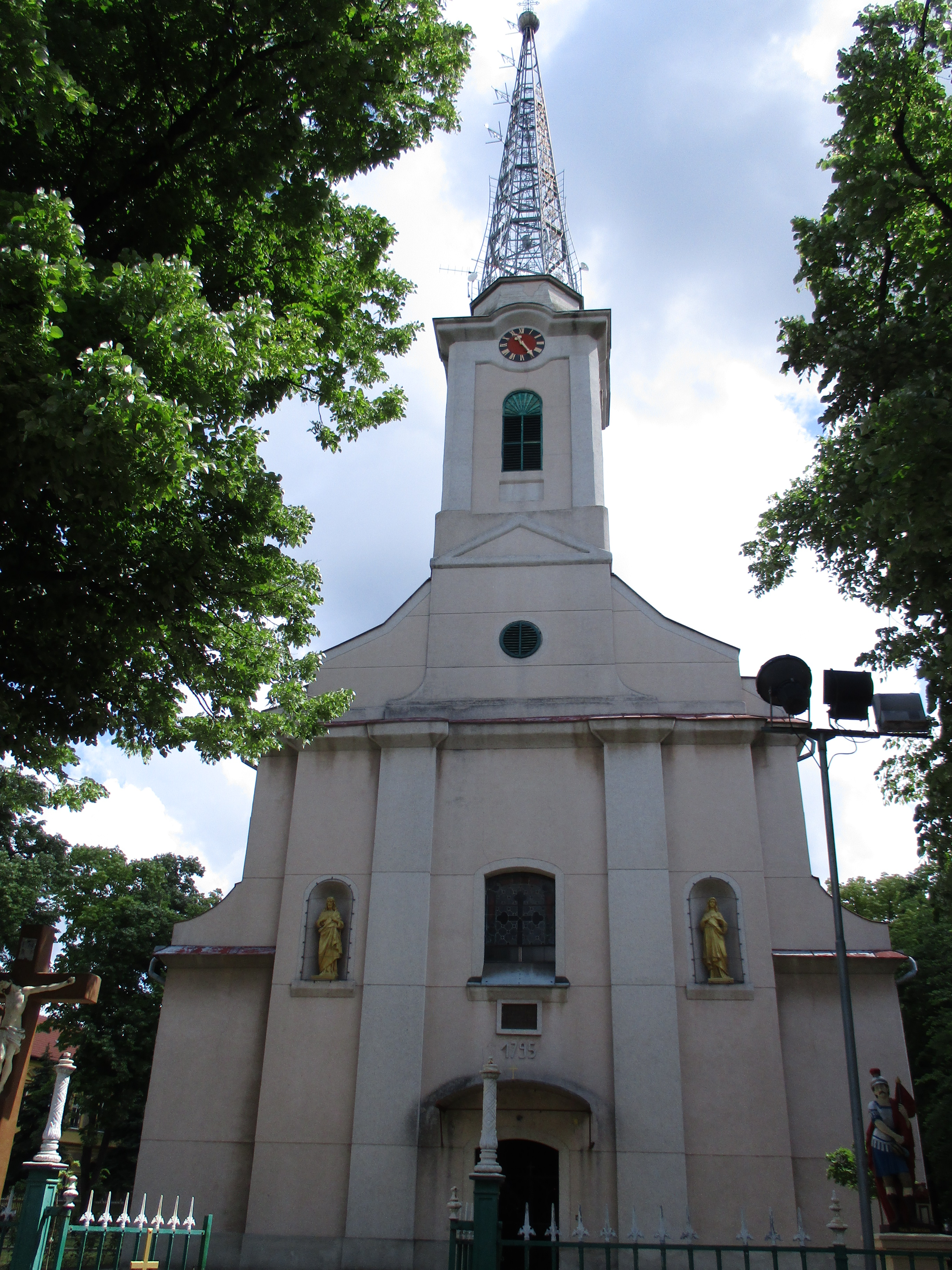
Römisch-katholische Dreifaltigkeitskirche
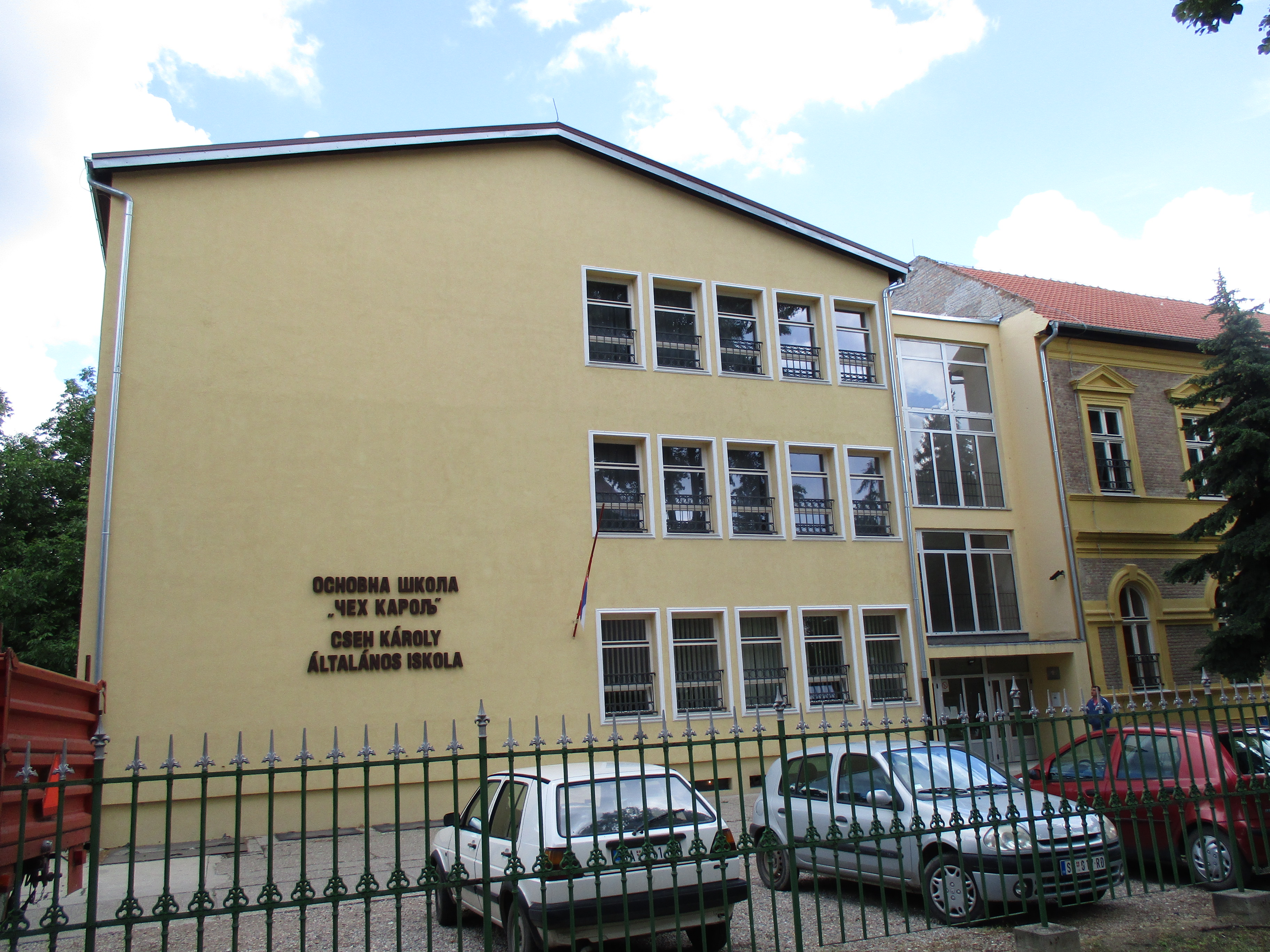
Die Grundschule Cseh Károly
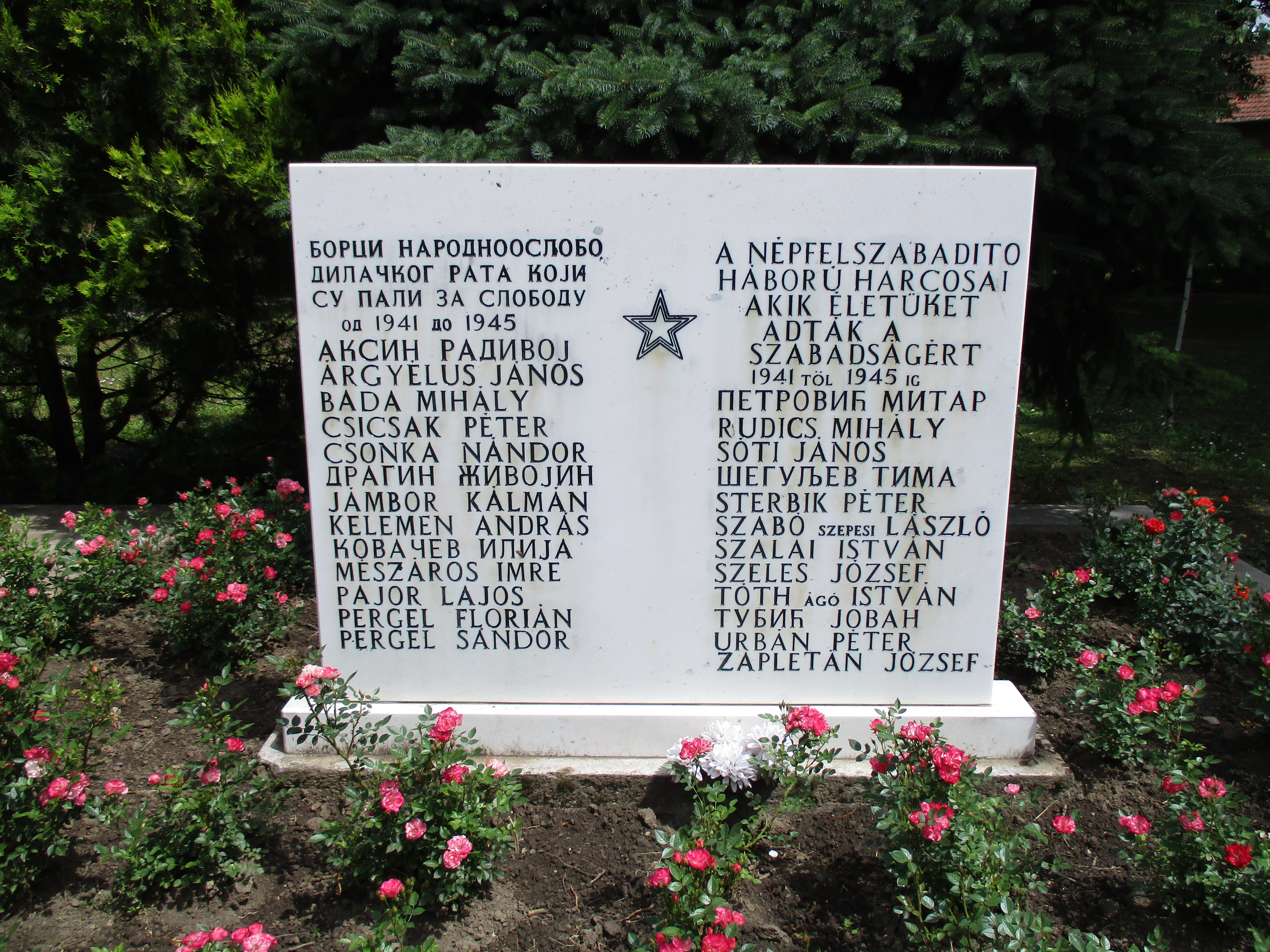
Denkmal für die gefallenen Partisanen aus dem 2. Weltkrieg
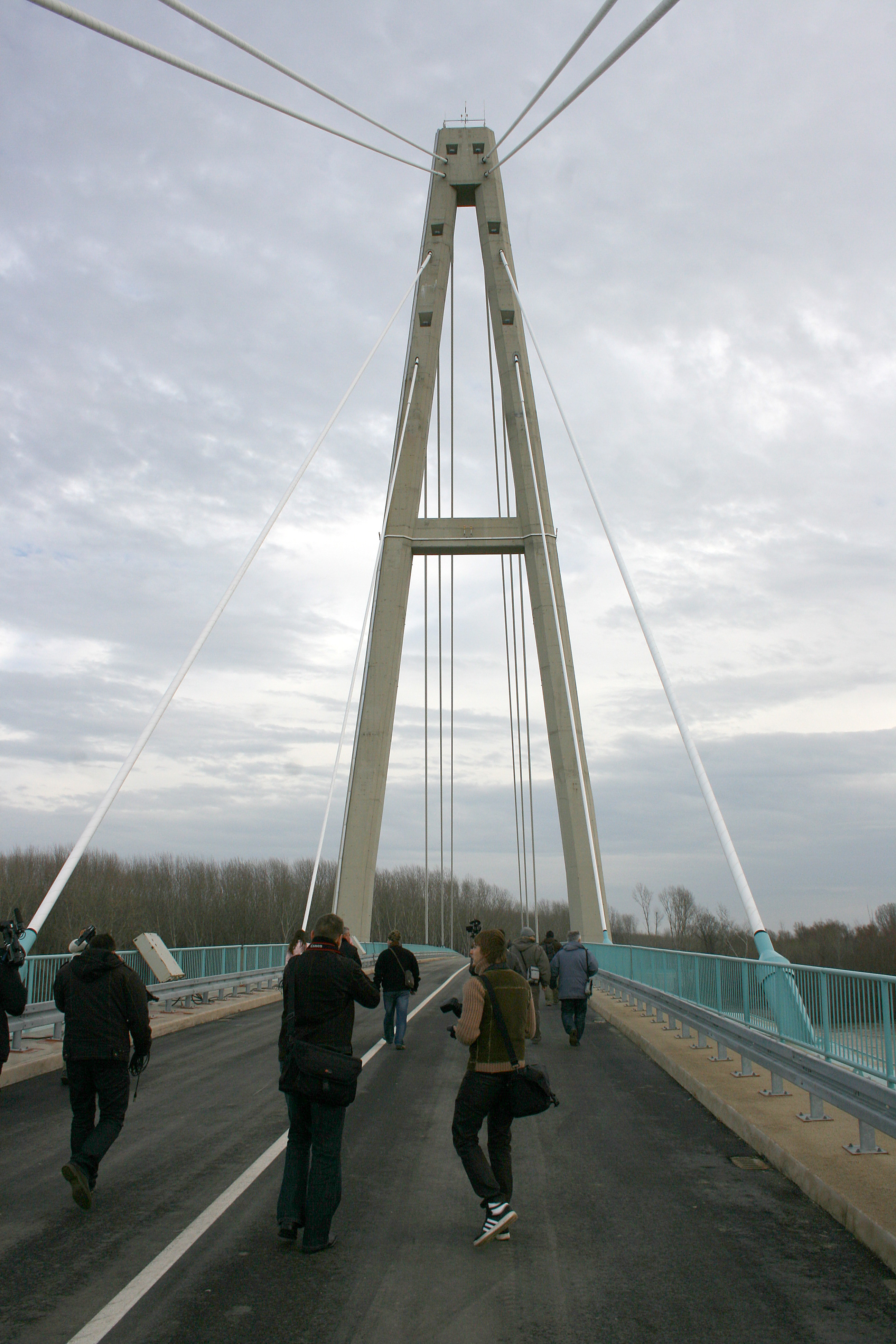
Die neue Brücke über der Theiß
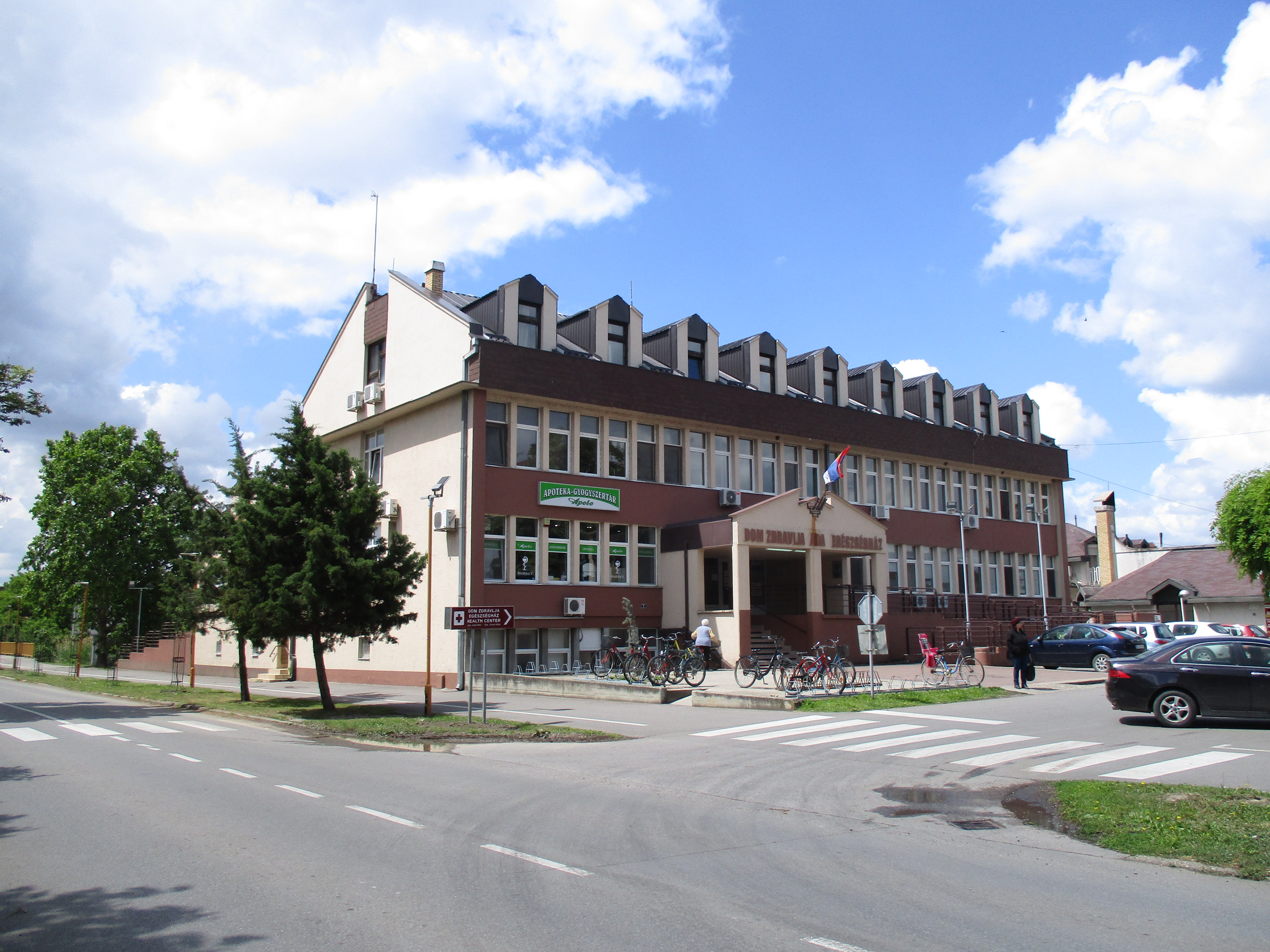
Gesundheitszentrum der Stadt
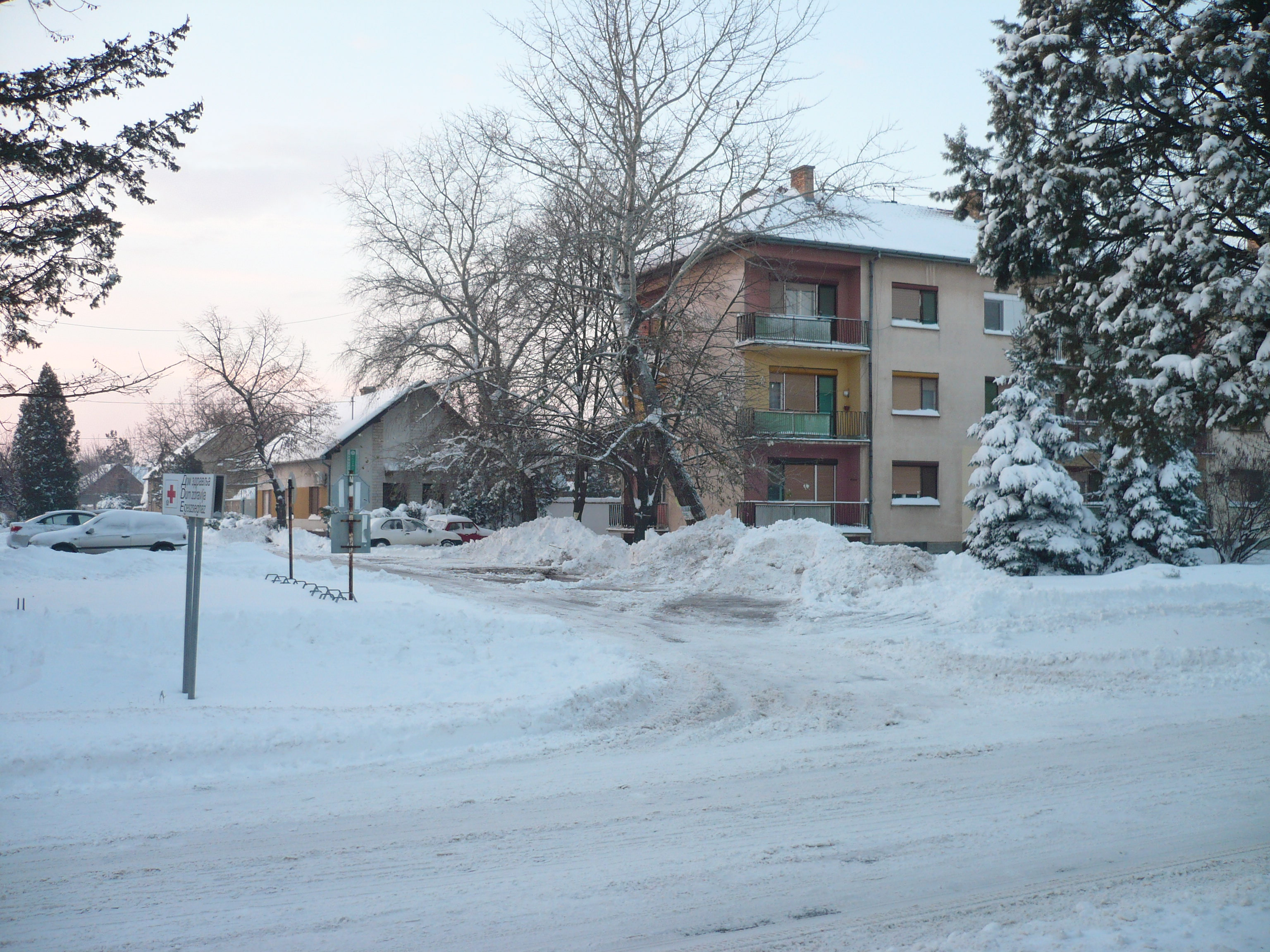
Straße im Winter

## Städtepartnerschaften
- Šabac, Serbien
- Inárcs, Ungarn
- Joseni, Rumänien
- Makó, Ungarn
- Nemesnádudvar, Ungarn
- Újbuda, Ungarn

## Persönlichkeiten
- Gábor Szarvas (1832–1893), Sprachwissenschaftler
- Novak Radonić (1826–1890), Maler
- Mátyás Rákosi (1892–1971), kommunistischer Diktator
- Dušan Čamprag (* 1925), Agrarwissenschaftler
- Zita Galic (* 1962), Handballerin